# Деркач Ігор Степанович
Ігор Степанович Деркач (* 5 вересня 1963, с. Солонка, Пустомитівський район, Львівська область) — український громадсько-політичний діяч. Народний депутат України 1-го скликання.

## Життєпис
Освіта: Львівський політехнічний інститут, механіко-технологічний факультет (1980—1985), інженер-механік. Київський університет імені Тараса Шевченка, юридичний факультет (1993—1998), правознавець.
З 1985 року — інженер, старший інженер-механік фізико-механічного інституту імені Г. В. Карпенка АН УРСР у Львові.
Етапи політичної біографії: член УГС, співголова СНУМ, ініціатор створення НРУ у м. Львові, делегат установчого з'їзду НРУ, член УРП, голова СУМ в Україні, голова Київської організації ХДПУ, безпартійний.
4 березня 1990 обраний народним депутатом України (1-й тур — 55,03 % голосів, 11 претендентів). Входив до «Народної ради». Член Комісії ВР України у правах людини, член Комісії ВР України з питань оборони і державної безпеки.
Батьки: Степан Степанович (* 1943), Стефанія Василівна (* 1941).
Дружина Галина Михайлівна (* 1968) — педагог, катехит; дочки Христина (* 1991) і Соломія (* 1995).